# 1012 TCN
1012 TCN là một năm trong lịch La Mã.